# Essia
Essia és un municipi francès al departament del Jura (regió de Borgonya - Franc Comtat). L'any 2007 tenia 60 habitants.

## Demografia

### Població
El 2007 la població de fet d'Essia era de seixanta persones. Hi havia 30 famílies de les quals 15 eren unipersonals (4 homes vivint sols i 11 dones vivint soles), 11 parelles sense fills i 4 parelles amb fills.
La població ha evolucionat segons el següent gràfic:

### Habitatges
El 2007 hi havia 47 habitatges, 33 eren l'habitatge principal de la família, 8 eren segones residències i 5 estaven desocupats. 40 eren cases i 6 eren apartaments. Dels 33 habitatges principals, 26 estaven ocupats pels seus propietaris, 7 estaven llogats i ocupats pels llogaters i 1 estava cedit a títol gratuït; 5 tenien dues cambres, 7 en tenien tres, 7 en tenien quatre i 15 en tenien cinc o més. 30 habitatges disposaven pel capbaix d'una plaça de pàrquing. A 15 habitatges hi havia un automòbil i a 13 n'hi havia dos o més.

### Piràmide de població
La piràmide de població per edats i sexe el 2009 era:
| Homes | Edats   | Dones |
| ----- | ------- | ----- |
| 0     | 95 o +  | 0     |
| 0     | 90 a 94 | 0     |
| 0     | 85 a 89 | 0     |
| 0     | 80 a 84 | 0     |
| 4     | 75 a 79 | 8     |
| 0     | 70 a 74 | 0     |
| 4     | 65 a 69 | 4     |
| 4     | 60 a 64 | 4     |
| 0     | 55 a 59 | 0     |
| 4     | 50 a 54 | 0     |
| 0     | 45 a 49 | 0     |
| 0     | 40 a 44 | 4     |
| 0     | 35 a 39 | 0     |
| 0     | 30 a 34 | 0     |
| 0     | 25 a 29 | 0     |
| 4     | 20 a 24 | 0     |
| 4     | 15 a 19 | 0     |
| 0     | 10 a 14 | 0     |
| 0     | 5 a 9   | 0     |
| 0     | 0 a 4   | 0     |

## Economia
El 2007 la població en edat de treballar era de 33 persones, 23 eren actives i 10 eren inactives. De les 23 persones actives 20 estaven ocupades (10 homes i 10 dones) i 3 estaven aturades (2 homes i 1 dona). De les 10 persones inactives 7 estaven jubilades, 2 estaven estudiant i 1 estava classificada com a «altres inactius».
Activitats econòmiques
Dels 2 establiments que hi havia el 2007, 1 era d'una empresa de fabricació d'altres productes industrials i 1 d'una empresa de serveis.
L'any 2000 a Essia hi havia sis explotacions agrícoles.

## Poblacions properes
El següent diagrama mostra les poblacions més properes.